# Rajko Skubic
Rajko Skubic, slovenski carinik, generalni direktor Carinske uprave Republike Slovenije (2007-2014).
Rajko Skubic je bil slovenski carinik. Deset let je vodil Sektor za tarifo, vrednost in poreklo, nato pa se je po upokojitvi Franca Koširja povzpel na mesto generalnega direktorja Carinske uprave Republike Slovenije (CURS). Bil je drugi in zadnji direktor CURS-a, saj je bil zaradi združitve CURS-a z DURS-om v Finančno upravo Republike Slovenije Rajko Skubic 31. 7. 2014 razrešen s položaja generalnega direktorja CURS. V času njegovega vodenja carinske službe je prišlo do odprave »južne« carinske meje z Republiko Hrvaško.